# 綠寶麗魚
綠寶麗魚，為輻鰭魚綱鱸形目隆頭魚亞目慈鯛科的其中一種，分布於南美洲Guaporé河流域，體長可達16.5公分，棲息在溪流中底層水域，生活習性不明，可做為食用魚。